# 서찰루키아 왕조
서찰루키아(칸나다어: ಪಶ್ಚಿಮ ಚಾಲುಕ್ಯ)는 동찰루키아와 함께 찰루키아의 분파 중 하나로, 10세기에서 12세기 사이에 남인도 데칸의 대부분을 지배했다. 이 칸나다계 왕조는 오늘날 카르나타카주 비다르구 바사바칼얀에 위치했던 수도 칼야니의 이름을 따서 칼야니 찰루키아(칸나다어: ಕಲ್ಯಾಣ ಚಾಲುಕ್ಯ)라고도 부르며, 6세기 바다미의 찰루키아 왕조와의 이론적 관계를 따서 후찰루키아라고 부르기도 한다. 이 왕조는 별개의 왕조인 동시대의 벵기의 동찰루키아와 구별하기 위해 서찰루키아라고 불린다. 서찰루키아가 등장하기 전, 만야케타의 라슈트라쿠타 제국은 데칸의 대부분과 중앙인도를 2세기 이상 지배했다. 973년, 말와의 파라마라 왕조 통치자 타일라파 2세가 수도를 성공적으로 침공한 후 라슈트라쿠타 제국이 혼란에 빠지자 비자푸르 지역을 다스리던 라슈트라쿠타 왕조의 세력가는 그의 군주를 물리치고 만야케타를 수도로 정했다. 그 왕조는 빠르게 권력을 잡았고 칼야니로 수도를 옮긴 소메슈바라 1세의 통치하에서 제국으로 성장했다.
한 세기가 넘는 기간 동안, 남인도의 두 제국인 서찰루키아와 탄자부르의 촐라 제국은 비옥한 벵기 지역을 통제하기 위해 많은 치열한 전쟁을 치렀다. 이러한 갈등 동안, 서찰루키아의 먼 사촌이지만 촐라와 혼인 관계를 맺었던 동찰루키아는 촐라의 편을 들었고 이는 상황을 더욱 복잡하게 만들었다. 비크라마디티야 6세의 통치 기간 동안, 11세기 말과 12세기 초에 서찰루키아는 촐라와 경쟁했고 북쪽의 나르마다강과 남쪽의 카베리강 사이의 데칸 대부분 지역을 차지하며 전성기를 맞았다. 그의 공적은 남쪽에 국한되지 않았는데, 심지어 왕자 시절부터 그는 오늘날의 비하르주와 벵골까지 성공적인 군사 작전을 이끌었다. 이 기간 동안 데칸의 다른 주요 지배 가문인 호이살라, 데바기리의 세우나 왕조, 카카티야 왕조, 칼야니의 남칼라추리 왕조는 서찰루키아의 봉신들이었고, 12세기 후반 동안 찰루키아의 힘이 약해졌을 때 비로소 그들은 독립을 얻었다.
서찰루키아는 초기 찰루키아 왕조의 양식과 후기 호이살라 제국의 양식 사이의 건축적 연결고리인 과도기적 양식으로 알려진 건축 양식을 발달시켰다. 그것의 기념물들의 대부분은 카르나타카주 중부의 퉁가바드라강과 경계를 이루는 지역들에 있다. 잘 알려진 예들로는 락쿤디의 카시비스베스바라 사원, 쿠루바티의 말리카르주나 사원, 바갈리의 칼레스바라 사원 그리고 이타기의 마하데바 사원이 있다. 이 시기는 서찰루키아 왕들이 그들의 모국어인 칸나다어와 산스크리트어로 작가들을 격려했기 때문에 특히 문학에서 남인도의 예술 발전에 중요한 시기였다.

## 역사

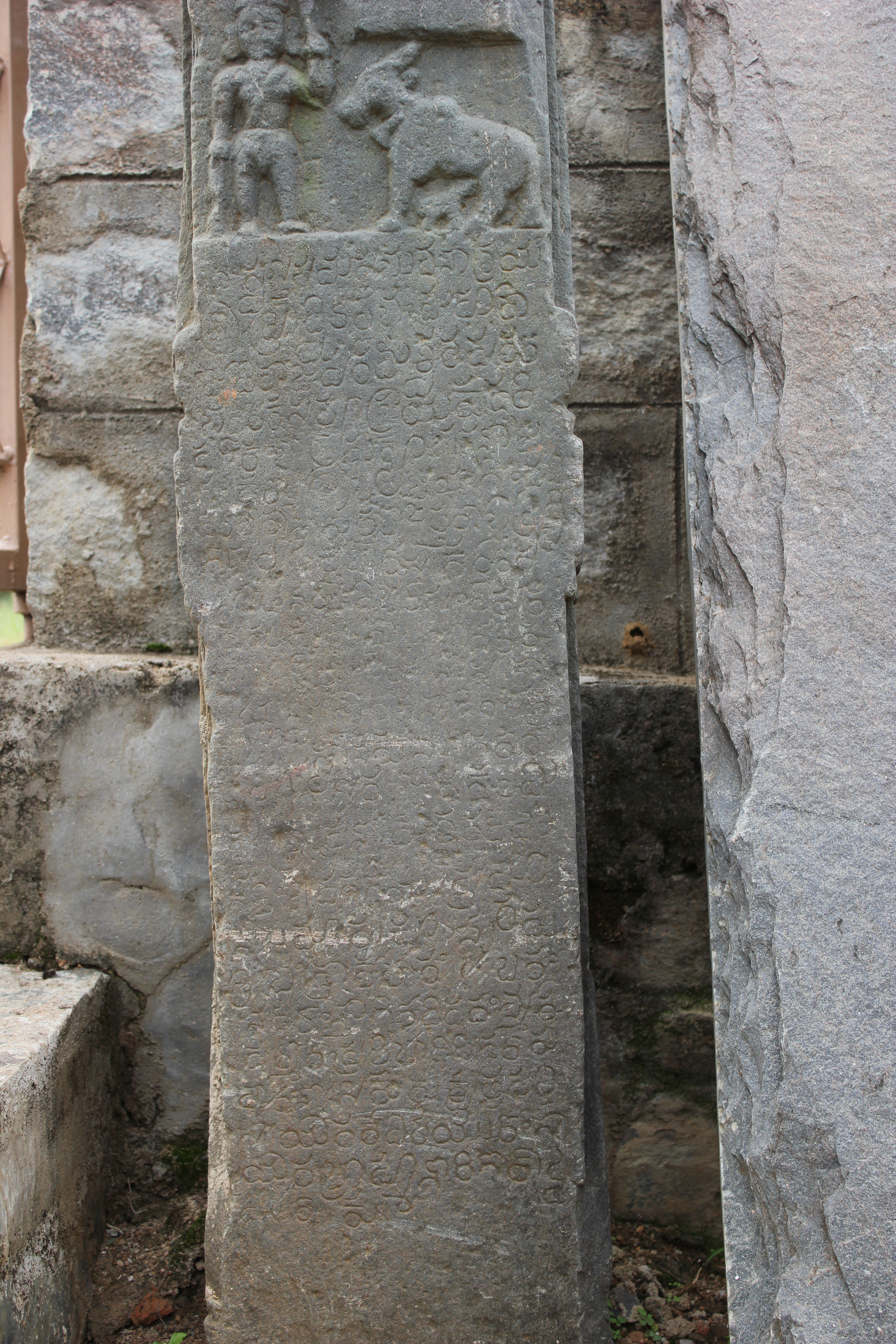
1028년 자야심하 2세가 다스렸던 시대의 옛 칸나다 명문, 프라네슈바라 사원에서 발견됨

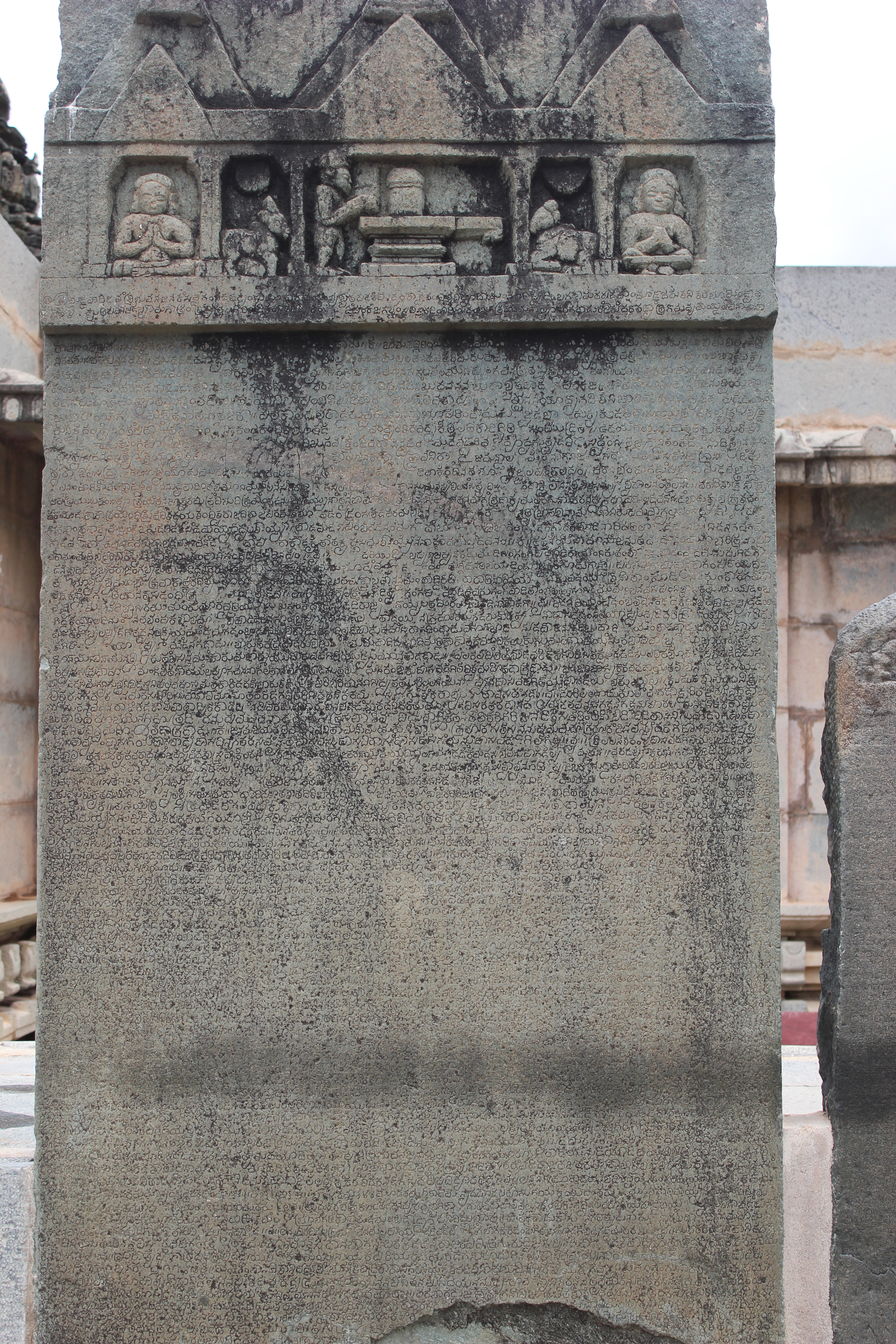
서기 1057년 소메슈바라 1세가 세운 칼레스와라 사원의 옛 칸나다 명문.

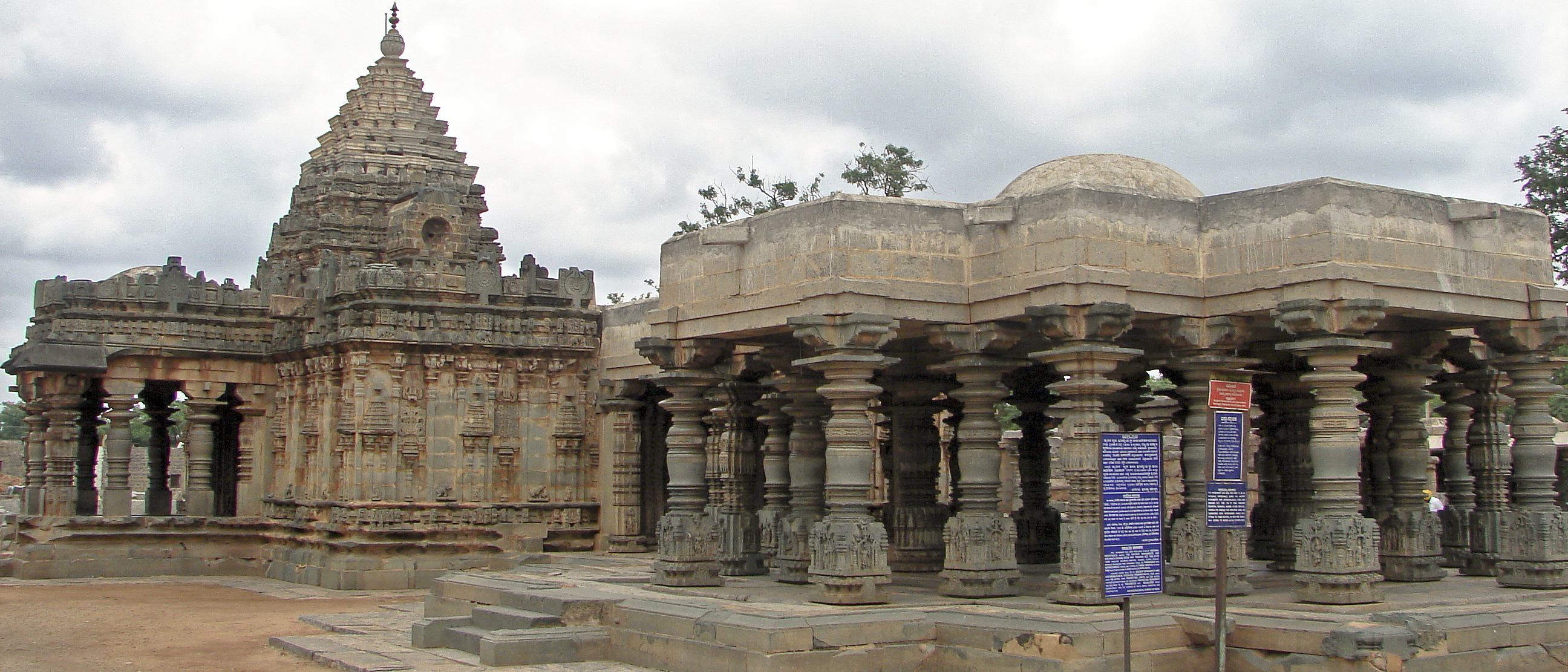
카르나타카주의 코팔구의 이타기에 있는 마하데바 사원

서찰루키아 역사에 대한 지식은 왕들이 남긴 수많은 칸나다어 비문(학자 쉘든 폴락과 얀 후벤은 찰루키아 왕실 비문의 90%가 칸나다어라고 주장했다)과 란나가 쓴 칸나다어로 된 가다 유다(982)와 빌하나가 산스크리트어로 쓴 비크라만카데바 카리탐(1120) 같은 중요한 현대 문학 문서를 연구한 결과물로 얻게 되었다. 가장 초기의 기록은 957년으로, 서찰루키아가 여전히 라슈트라쿠타의 봉신이었던 타일라파 2세와 현재의 카르나타카주 비자푸르구 타르다바디에서 통치하던 타일라파 2세의 통치 기간에 기록되어 있다. 이 제국의 왕들의 계보는 여전히 논쟁의 여지가 있다. 현대의 문학적 및 비문학적 증거와 서찰루키아 왕들이 초기 찰루키아 왕들이 일반적으로 사용하던 칭호와 이름을 사용했다는 사실에 근거한 한 이론은 서찰루키아 왕들이 6세기의 유명한 바다미 찰루키아 왕조와 같은 혈통에 속했다고 주장하지만, 다른 서찰루키아 비문학적 증거는 그들이 초기 찰루키아와는 무관한 별개의 혈통이었음을 시사한다.
기록에 따르면 바나바시(967년경)의 찰루키아 왕 차티가데바가 지역 카담바 족장들과 연합하여 반란을 일으켰을 가능성이 있다. 그러나 이 반란은 결실을 맺지 못했지만 후계자 타일라파 2세에게 길을 열어주었다. 몇 년 후, 타일라파 2세는 973년 중앙 인도의 파라마라 왕조가 침입해 라슈트라쿠타의 수도 마니야케타에 혼란을 일으킨 시기를 맞춰 반란을 일으켜 찰루키아 통치를 다시 확립하고 라슈트라쿠타를 격퇴했다. 라슈트라쿠타를 제압한 후 타일라파 2세는 수도를 만야케타로 옮기고 파라마라와 다른 공격적인 라이벌들을 정복하고 나르마다강과 퉁가바드라강 사이의 땅을 지배함으로써 서부 데칸의 찰루키아 제국을 공고히 했다. 그러나 일부 비문에 따르면 마이소르 영토의 발라감베는 1042년 소메슈바라 1세가 통치할 때까지 권력의 중심지였을 수도 있다.
서부 데칸 왕국과 타밀라캄 왕국들 사이의 극심한 경쟁은 11세기에 벵기(오늘날의 안드라프라데시주 해안)라고 불리는 크리슈나강과 고다바리강의 도압 지역에 있는 극심하게 경쟁하는 비옥한 강 계곡들을 둘러싸고 전면에 등장했다. 서찰루키아와 촐라 제국은 이 전략적인 자원의 통제권을 놓고 많은 쓰라린 전쟁을 벌였다. 촐라 제국은 유명한 라자라자 1세와 황태자 라젠드라 1세의 시기에 권력을 얻었다. 촐라 황제 라자라자 1세는 강가바디의 서강가 왕조를 복속시킴으로써 오늘날 카르나타카 남부의 찰루키아 영토의 일부를 정복했다. 벵기의 동찰루키아는 서찰루키아의 사촌들이었지만 타밀 왕국과의 혼인 관계를 통해 촐라인들의 영향을 점점 더 받게 되었다. 이것이 서찰루키아의 이익에 반하는 것이었기 때문에 그들은 즉시 벵기에서 그들 자신들을 정치적, 군사적으로 관련시키는 데 시간을 낭비하지 않았다. 사티야슈라야 왕이 타일라파 2세의 왕위를 계승했을 때, 비록 벵기에 대한 그의 통제가 흔들렸지만 그는 콘칸과 구자라트에 있는 그의 북쪽 영토뿐만 아니라 촐라의 침략으로부터 그의 왕국을 보호할 수 있었다. 1007년에 촐라 황태자 라젠드라 1세가 서찰루키아를 침략했고 카르나타카의 비자푸르 지역의 도누르에서 서찰루키아 황제 사티야슈라야와 싸웠다. 촐라 인종의 장식품인 다르와드의 사티아스라야의 비문에 따르면, 누르무디 촐라(100개의 왕관을 쓴 촐라)가 90만 명의 군대와 함께 서기 1007년에 서찰루키아 제국을 침략했고 그 지역 전역에 불과 검을 운반했다. 침략한 군대는 많은 찰루키아 수도로 가는 길에 비자푸르구의 도누르까지 진격했다. 사티야슈라야의 후계자인 자야심하 2세는 이 두 강력한 왕국들이 벵기 왕을 선택하기 위해 고군분투했을 때 1020년경에 남쪽에서 촐라와 많은 전투를 벌였다. 1024년 얼마 지나지 않아 자야심하 2세는 인도 중부의 파라마라 왕조와 반항적인 야다바 왕조의 왕 빌라마를 제압했다.
기록에 따르면 역사가 센이 서찰루키아 통치에서 찬란한 시기로 꼽은 자야심하의 아들 소메슈바라 1세가 1042년경 찰루키아 수도를 칼야니로 옮겼다고 한다. 양측이 전투에서 이기고 지는 동안 촐라와의 적대 행위는 계속되었지만, 벵기 왕좌에 꼭두각시를 세우기 위한 투쟁이 계속되는 동안 중요한 영토를 잃지는 않았다. 1066년, 소메슈바라 1세의 아들 비크라마디티야 6세는 촐라 제국을 침공해 수도 강가이콘다 촐라푸람까지 침투하여 도시를 위협하다가 촐라에게 격퇴당했다. 1068년 소메슈바라 1세와 촐라 황제 비라라젠드라 촐라 사이에 벌어진 비자야와다 전투에서 소메슈바라 1세와 그의 아들 비크라마디티아 6세는 패배하여 촐라에게 벵기를 빼앗겼다. 전투 후 소메슈라 1세는 불치병으로 인해 퉁가바드라강(파라마요가)에서 익사했다. 소메슈바라 1세는 남쪽의 촐라와의 많은 충돌에도 불구하고 통치 기간 동안 콘칸, 구자라트, 말와, 칼링가 등 북부 영토를 장악했다. 그의 후계자인 장남 소메슈바라 2세는 소메슈바라 2세가 왕이었을 때 남부 데칸의 강가바디 총독을 지낸 야심 찬 전사였던 동생 비크라마디티아 6세와 불화를 겪었다. 1068년 이전에 비크라마디티야 6세는 왕자 시절에도 벵골을 침략하여 지배 세력이었던 팔라 제국을 약화시켰다. 이러한 침략으로 벵골의 세나 왕조와 바르만 왕조, 비하르의 나야나데바 왕조와 같은 카르나타 왕조가 세워졌다. 소메슈바라 1세가 사망하자 그의 아들 소메슈바라 2세가 서기 1068년 4월 찰루키아 왕좌에 올랐다. 얼마 지나지 않아 그와 그의 남동생 비크라마디티야 사이에 분쟁이 발생하며 내전이 일어났다. 비크라마디티야 6세는 촐라 황궁으로 가서 비라라젠드라 촐라의 도움을 요청했다. 비크라마디티야 6세는 촐라 황제의 호평을 받았고 비라라젠드라 황제는 비크라마디티야 6세를 서찰루키아의 왕으로 인정했다고 기록한다. 비라라젠드라는 자신의 딸을 비크라마디티야 6세와 결혼시키고 그와 동맹을 맺어 두 제국 간의 오랜 불화를 종식시켰다. 비크라마디티아 6세는 호이살라, 세우나, 항갈의 카담바 왕조 등 찰루키아 세력의 충성심을 얻었다. 서기 1075년 비크라마디티야는 소메샤와라 2세를 전복하고 서찰루키아 황제가 되었다. 서기 1075-76년 쿨로퉁가 1세의 촐라 통치 기간에 비크라마디티야 군대가 촐라 영토로 침입하면서 전쟁이 시작되었고 두 군대는 촐라 지역에서 만났다. 이후 낭길리 에피소드로 널리 알려진 촐라의 반격이 이어졌다. 이어진 전투에서 찰루키아 군대는 낭길리의 바위길에서 마날루르를 거쳐 퉁가바드라까지 촐라 군대에 의해 완전히 패퇴하고 쫓기게 되었다. 비크라마디티야는 급히 후퇴하여 도망쳤다고 전해진다.
후기 찰루키아 통치자 중 가장 성공한 비크라마디티아 6세의 50년 통치는 카르나타카 역사에서 중요한 시기였으며, 역사가들은 이를 "찰루키아 비크라마 시대"라고 불렀다. 그는 북쪽(고아의 카담바 자야케시 2세, 실하라 보자, 야다바 왕)과 남쪽(호살라 비슈누바르다나)의 강력한 세력을 성공적으로 통제했을 뿐만 아니라 1093년 벵기 전투와 1118년 다시 한번 패배한 촐라 제국을 성공적으로 다뤘다. 그는 촐라 제국과의 지속적인 적대에도 불구하고 수년 동안 이 영토를 유지했다. 벵기에서의 승리로 동부 데칸에서 촐라의 영향력이 줄어들었고, 남쪽의 카베리 강에서 북쪽의 나르마다강에 이르는 영토의 황제가 되어 페르마디데바와 트리부바나말라(삼계의 군주)라는 칭호를 얻게 되었다. 당대의 학자들은 그의 군사적 리더십, 예술에 대한 관심, 종교적 관용에 대해 찬사를 보냈다. 문학이 번성하고 칸나다어 및 산스크리트어 학자들이 그의 궁정을 장식했다. 멀리 카슈미르에서 이주한 시인 빌하나는 그의 유명한 작품 비크람만카데바 차리타에서 왕을 찬미했다. 비크라마디티야 6세는 유능한 전사였을 뿐만 아니라 학자들과 종교 센터에 지원한 수많은 비문에서 알 수 있듯이 독실한 왕이기도 했다.
촐라와의 지속적인 전쟁은 두 제국을 지치게 했고, 그들의 부하들에게 반란을 일으킬 기회를 주었다. 1126년 비크라마디티야 6세가 죽은 후 수십 년 동안, 그들의 강력한 봉신들이 자치권과 영토 지휘권을 확장하면서 제국의 규모는 꾸준히 감소했다.  1150년과 1200년 사이의 기간 동안에도 서로 전쟁을 벌이고 있던 찰루키아와 그들의 봉신들 사이에 많은 치열한 전투가 있었다. 자가디카말라 2세가 즉위할 무렵, 찰루키아는 벵기에 대한 통제권을 잃었고, 그의 후계자인 타일라파 3세는 1149년 카카티야 왕 프롤라에게 패배했다. 타일라파 3세는 사로잡혔고 이후 서찰루키아의 위신을 무너뜨리며 풀려났다. 퇴폐와 불확실성이 찰루키아의 통치로 스며드는 것을 본 호이살라와 세우나 왕조도 제국을 잠식했다. 호이살라의 나라심하 1세는 타이라파 3세를 패배시키고 죽였지만, 같은 지역의 통제를 위해 경쟁하고 있던 남칼라추리를 이길 수는 없었다. 1157년 비할라 2세가 통치하고 있던 남칼라추리 왕조가 칼랴니를 점령한 후 그 후 20년 동안 통제했고, 찰루키아는 그들의 수도를 오늘날의 다르와드구에 있는 아니게리로 옮겼다.
칼라추리는 원래 인도 중부에서 데칸 남부로 이주해온 사람들로, 스스로를 칼란자라푸라바라디사바라라고 불렀다. 비할라 2세와 그의 조상들은 망갈라바다 또는 안니게리를 수도로 하여 카르하드 지방과 타르다바디 지방(오늘날 카르나타카와 마하라슈트라 지방의 중복되는 지역)을 다스리는 찰루키아 지휘관(마하만달레쉬와르)으로 통치했다. 1157년의 치칼라기 기록에 따르면, 그는 더 이상 찰루키아의 부하가 아니라는 것을 나타내는 "마하부자발라 차크라바르티"(어깨와 팔이 튼튼한 황제)라는 칭호를 사용했다. 하지만, 비할라 2세의 후계자들은 칼랴니를 함락시킬 수 없었고, 그들의 통치는 마지막 찰루키아 왕인 소메슈바라 4세가 칼랴니를 탈환하여 제국을 되찾으려는 마지막 시도를 했을 때인 1183년에 끝났다. 칼라추리 왕 산카마는 이 갈등에서 찰루키아 장군 나라심하에 의해 살해되었다. 이 시기 동안, 호이살라의 비라 발랄라 2세는 그들의 제국을 놓고 여러 차례 경쟁자들과 충돌했다. 그는 호이살라 영토 아래에 있던 크리슈나강 계곡의 넓은 지역을 가져온 찰루키아의 소메슈바라 4세와 세우나 왕조의 빌라마 5세를 물리쳤지만, 칼라추리를 상대로는 성공하지 못했다. 빌라마 5세가 통치하던 세우나 왕조 역시 찰루키아가 칼랴니를 되찾았을 때 제국주의적 확장을 하고 있었다. 그들의 야망은 일시적으로 1183년에 찰루키아 장군 바르마에게 패배한 것에서 유래하였으며, 나중에 1189년에 복수를 했다.
찰루키아 제국을 재건하려는 소메슈바라 4세의 전반적인 노력은 실패했고, 왕조는 소메슈바라 4세를 1189년 바나바시로 망명시킨 세우나 통치자들에 의해 끝났다. 찰루키아가 멸망한 후, 1191년에 세우나 왕조와 호이살라는 크리슈나강 지역을 놓고 계속 전쟁을 벌였고, 서로 다른 시점에서 서로에게 패배를 안겨주었다. 이 시기에는 서부 데칸의 찰루키아와 타밀라캄의 촐라 두 제국이 멸망했다. 이 두 제국의 폐허 위에 그들의 봉신 왕국들이 세워졌고, 그들의 상호 적대감은 데칸 역사의 연보를 100년 이상 채웠고, 판디아는 촐라 제국의 일부 지역을 지배했다.

## 행정

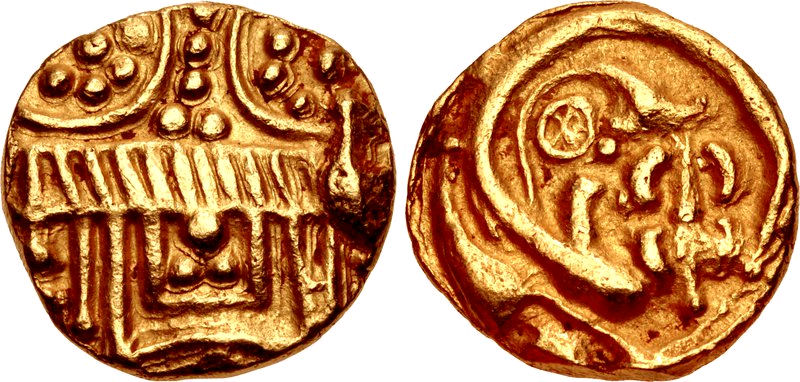
서찰루키아 국왕 소메스바라 1세(1043-1068)의 주화.

서찰루키아 왕권은 세습적이었으며, 왕에게 남성 후계자가 없는 경우 왕의 동생에게 왕위가 넘어갔다. 행정부는 고도로 분권화되어 있었고 알루파, 호이살라, 카카티야, 세우나, 남칼라추리 등의 부족이 자치 지방을 다스리며 찰루키아 황제에게 매년 조공을 바치며 경의를 표했다. 출토된 비문에는 마하프라다나(재상), 산디비그라히카, 다르마디카리(대법원장) 등의 직함이 기록되어 있다. 타데야단다야카(예비군 사령관)와 같은 일부 직책은 기능에 특화되어 있었고, 모든 대신 직책에는 단다나야카(사령관)의 역할이 포함되어 내각 구성원들이 일반적인 행정 기술뿐만 아니라 육군 사령관으로서 훈련을 받았음을 보여주었다.
왕국은 바나바시-12000, 놀람바바디-32000, 강가바디-96000과 같은 주로 나뉘었고, 각 이름은 관할하는 마을의 수를 포함했다. 큰 지방은 벨라볼라-300에서처럼 더 적은 수의 마을을 포함하는 더 작은 지방으로 나뉘었다. 큰 지방은 만달라라고 불렸고, 그 아래에는 나두가 다시 캄파나(마을의 묶음)와 마지막으로 바다(마을)로 나뉘었다. 만달라는 왕실의 구성원, 신뢰할 수 있는 봉신 또는 고위 관료가 다스렸다. 타일라파 2세 그 자신은 라슈트라쿠타 통치 기간 동안 타르다바디 지방을 책임졌다. 만달라의 수장들은 정치적인 발전에 따라 이동이 가능했다. 예를 들어, 밤마나야라는 이름의 관리가 소메슈바라 3세의 통치하에 바나바시-12000을 통치했지만 나중에 할라시게-12000으로 옮겨졌다. 왕실의 여성들도 나두와 캄파나를 통치했다. 육군 지휘관들에게는 마하만달레슈와라라는 이름이 붙여졌고 나두를 이끄는 사람들에게는 나두구벤다라는 이름이 붙여졌다.
서찰루키아에서는 칸나다와 나가리 전설이 새겨진 펀치 마크 금탑을 주조했는데, 이는 뒷면에 여러 가지 다양한 펀치 마크가 새겨진 크고 얇은 금화였다. 이들은 보통 양식화된 사자, 칸나다어로 스리, 창, 왕의 칭호, 연꽃 등 여러 가지 상징물을 가지고 다녔다. 자야심하 2세는 스리 자야를, 소메시바라 1세는 트렐로카 말라를, 소메슈바라 2세는 부바네카 말라를, 락슈미데바는 스리 라샤를, 자가데카말라 2세는 스리 자가데를 명각으로 사용했다. 서찰루키아의 봉신이었던 알루파 왕조에서는 칸나다와 나가리 명각인 스리 판디아 다남자야를 사용해 동전을 주조했다. 락쿤디와 수디는 서찰루키아의 주요 조폐국이었다. 그들의 가장 무거운 금화는 96낟알의 가다야나카였고, 드람마는 65낟알, 칼란주는 48낟알, 카스는 15낟알, 만자디는 2.5낟알, 악캄은 1.25낟알, 파나는 9.6낟알이었다.

## 사회
비라시바파의 부상은 혁명적이었으며 왕실의 지원을 받던 기존 힌두 카스트 제도에 도전장을 내밀었다. 비교적 자유로웠던 이 시기에 여성의 사회적 역할은 주로 경제적 지위와 교육 수준에 따라 달라졌다. 왕실과 부유한 도시 가정의 여성은 자유를 더 많이 누릴 수 있었다. 찰루키아 왕비 찬달라 데비와 칼랴니의 칼라추리 왕비 소발라 데비가 춤과 음악에 능했다는 기록 등 여성들이 예술에 참여했다는 기록이 남아 있다. 30명의 바차나 여성 시인들의 작품에는 바크티 운동에 헌신한 것으로 잘 알려진 12세기 비라시바파 신비주의자 아카 마하데비의 작품이 포함되어 있다. 현대 기록에 따르면 일부 왕실 여성은 행정 및 군사 업무에 관여했으며, 아카데비 공주(자야심하 2세의 누이)는 반항적인 봉건 세력과 싸워 물리쳤다. 비문은 사티(죽은 사람의 미망인이 남편의 장례식 장작더미에 몸을 던지는 관습)가 존재했지만 자발적으로 이루어졌음을 나타내는 미망인의 대중적 수용을 강조한다.  구원을 얻기 위한 의식적 죽음은 자이나교도들 사이에서 금식(살레카나)을 선호하는 반면, 다른 공동체의 사람들은 가시(슐라브라흐마)에 뛰어들거나 일식 때 불 속으로 걸어 들어가는 것을 선택했다.
힌두교 카스트 제도에서 브라만은 지식과 지역 정의의 제공자로서 특권적인 지위를 누렸다. 브라만들은 무술로 성공한 소수를 제외하고는 일반적으로 종교와 학문을 중심으로 한 직업에 종사했다. 그들은 왕, 귀족, 부유한 귀족의 후원을 받았는데, 이들은 학식을 갖춘 브라만에게 토지와 주택을 제공함으로써 특정 도시와 마을에 정착하도록 설득했다. 브라만 학자들은 부와 권력과 무관한 사람으로 여겨졌고 그들의 지식은 지역 사회의 윤리적 행동과 규율을 교육하고 가르치는 데 유용한 도구로 여겨졌기 때문에 브라만 학자들의 이주는 왕국의 이익에 부합하는 것으로 계산되었다. 또한 브라만은 중립적인 중재자(판차야트)로 활동하며 지역 문제 해결에 적극적으로 참여했다.
식습관과 관련하여 브라만, 자이나교도, 불교도 및 시바교도들은 엄격한 채식주의자였지만 다른 지역 사회에서는 다양한 종류의 고기를 섭취하는 것이 유행했다. 시장 상인들은 염소, 양, 돼지, 닭과 같은 가축의 고기와 자고새, 토끼, 야생조류, 멧돼지 등 이국적인 고기를 판매했다. 사람들은 레슬링 경기(쿠스티)에 참석하거나 닭싸움, 숫양 싸움과 같은 동물 싸움을 관람하거나 도박을 통해 실내에서 즐길 거리를 찾았다. 경마는 인기있는 야외 오락이었다. 이러한 여가 활동 외에도 축제와 박람회가 자주 열렸으며 곡예사, 무용수, 극작가 및 음악가들로 구성된 순회 공연단의 오락이 종종 제공되었다.
학교와 병원은 기록에 언급되어 있으며 사원 근처에 지어졌다. 시장은 사람들이 모여 지역 문제를 논의하고 숙고하는 야외 마을 회관 역할을 했다. 경건한 찬송가를 부르는 것이 주된 기능인 합창단은 사원의 비용으로 유지되었다. 젊은 남성들은 힌두교 마타, 자이나교 팔리, 불교 비하라 등 수도원 부속 학교에서 합창단원으로 노래하도록 훈련받았다. 이 기관들은 종교와 윤리에 대한 고급 교육을 제공했고 도서관(사라스티 반다라)도 잘 갖추어져 있었다. 학습은 현지 언어와 산스크리트어로 전달되었다. 고등 교육 학교는 브라흐마푸리(또는 가티카 또는 아그라하라)라고 불렸다. 산스크리트어를 가르치는 일은 왕실의 후원을 받은 브라만들이 거의 독점하다시피 했다. 비문에는 가르치는 과목의 수가 4개에서 18개까지 다양했다고 기록되어 있다. 왕실 학생들에게 가장 인기 있었던 네 가지 과목은 경제학(바르타), 정치학(단다니티), 베다(트라이), 철학(안빅시키)으로, 차나키야가 저술한 아르타샤스트라에 일찍이 언급되어 있는 과목들이다.

## 경제
농업은 토지와 농산물에 대한 세금을 통해 제국의 주요 수입원으로 기능했다. 대부분의 사람들은 마을에 살면서 건조한 지역에서는 쌀, 콩, 목화 등의 주식 작물을, 강우량이 충분한 지역에서는 사탕수수를 재배했으며 아레카와 베텔은 주요 현금 작물이었다. 부유한 지주에 대한 소작농들의 반란 기록이 없는 것으로 보아 땅을 경작하는 노동자들의 생활 조건은 견딜 만했을 것이다. 농민들이 불만을 품으면 그들을 학대하는 통치자의 관할권 밖으로 대량 이주하여 노동력을 통한 수입을 박탈하는 것이 일반적인 관행이었다.
서찰루키아 정부는 광업과 임산물에 세금을 부과하고 교통 시설 이용에 대한 통행료를 통해 추가 수입을 올렸으며, 세관, 전문 면허, 사법 벌금 등으로부터 수수료를 징수했다. 기록에 따르면 말과 소금뿐만 아니라 상품(금, 직물, 향수)과 농산물(후추, 벼, 향신료, 빈랑잎, 야자잎, 코코넛, 설탕)에도 세금이 부과되었다. 토지세는 토지의 질과 농산물의 종류를 평가하는 빈번한 조사를 바탕으로 부과되었다. 찰루키아 기록에는 세율을 결정할 때 습지, 마른 땅, 황무지 외에 검은 토양과 붉은 토양 토지가 구체적으로 언급되어 있다.
농촌 출신 비문들에서 언급된 주요 인물들은 가분다(관료) 혹은 고우다(Goudas)였다. 가분다들은 프라하 가분다(Praja Gavunda, 인민 가분다)와 프라부 가분다(Prabhu Gavunda, 가분다들의 영주)라는 두 계층의 경제 계층에 속했다. 이들은 세금 징수와 민병대 양성을 위한 국가 지명자 역할을 할 뿐만 아니라 통치자들 앞에서 인민들을 대표하는 이중적인 목적을 수행했다. 이들은 토지 거래, 관개 정비, 마을 세금 징수 및 마을 의회 업무와 관련된 비문들에서 언급된다.
기업의 조직은 11세기에 일반화되었다. 거의 모든 예술과 공예가 길드로 조직되었고 작업은 기업 단위로 이루어졌으며 기록에는 예술가, 조각가 및 장인이 언급되지 않았다. 오직 호이살라가 통치하는 지역에서만 조각가들이 그들의 작품 아래에 이름을 새겼다. 상인들은 정치적 분열을 초월한 강력한 길드로 조직되어 그들의 작업이 전쟁과 혁명에 크게 영향을 받지 않도록 허용했다. 그들의 유일한 위협은 그들의 배와 대상들이 먼 땅으로 여행할 때 도적떼로부터 절도를 당할 수 있다는 가능성이었다. 강력한 남인도 상인 길드에는 마니그라맘, 나가라타르, 안주반남이 포함되었다. 지역 길드는 나가람이라고 불렸고, 나나데시들은 아마도 사업과 즐거움을 혼합한 이웃 왕국의 상인들이었다. 모든 남인도 상인 길드 중 가장 부유하고 가장 영향력 있고 기념되는 것은 광범위한 육지와 바다 무역을 수행하여 제국의 총 대외 무역에 크게 기여한 아이야볼레푸라(오늘날 아이홀의 브라민과 마하자나에 해당)의 500스바미들로도 알려진 자칭 아인누루바르였다. 아인누루바르는 무역 의무(Vira Banjudharma 또는 고귀한 상인들의 법)를 치열하게 보호했으며 그 구성원들은 종종 비문(프라사스티)으로 그들의 업적을 기록했다. 자신의 깃발과 엠블럼인 황소와 함께 발굴된 프라사스티 비문 500개는 그들의 사업에 대한 자부심을 기록하고 있다.
부유한 무역업자들은 수출입 세금을 납부함으로써 왕의 재정에 상당한 기여를 했다. 아이홀레 스바미의 칙령들은 체라, 판디아, 말레야(말레이시아), 마가다, 카우샬리, 사우라슈트라, 쿠룸바, 캄보자(캄보디아), 라타(구자라트), 파라사(페르시아), 네팔과 같은 외국 왕국들과의 무역 관계에 대해 언급하고 있다. 육로와 바닷길을 모두 여행하면서 이 상인들은 주로 귀중한 돌, 향신료, 향수와 장뇌와 같은 다른 특산품을 거래했다. 다이아몬드, 라피스 라줄리, 오닉스, 토파즈, 카벙클 및 에메랄드와 같은 보석 사업이 번창했다. 일반적으로 거래되는 향신료는 카다멈, 사프란, 정향이었고 향수는 백단, 베델리엄, 머스크, 사향나무 및 장미의 부산물을 포함했다. 이 상품들은 마을의 지역 상인들에 의해 대량으로 팔리거나 길거리에서 산보했다. 서찰루키아는 남인도의 서해안 대부분을 지배했고, 10세기까지 그들은 중국 제국, 동남아시아의 여러 나라들, 아바스 칼리파국 등과 광범위한 무역 관계를 맺었고, 12세기까지 중국 함대들은 인도 항구를 드나들었다. 송나라으로의 수출에는 직물, 향신료, 약용 식물, 보석, 상아, 코뿔소 뿔, 흑단, 장뇌 등이 포함되었다. 동일한 상품들은 또한 도파르와 아덴과 같은 서쪽의 항구에 도착했다. 서쪽과 무역을 하는 사람들의 최종 목적지는 페르시아, 아라비아, 이집트였다. 페르시아만의 동쪽 해안에 있는 항구인 시라프의 번창한 무역 중심지는 사업 방문 동안 부유한 지역 상인들에 의해 잔치가 열린 찰루키아 제국 출신의 상인들을 포함한 국제적인 상인 고객에게 제공되었다. 시라프에서 인도 상인들의 중요성을 보여주는 지표는 그들을 위해 남겨둔 식탁 접시에 대한 기록에서 나온다. 이 외에도 시라프는 알로에 나무, 향수, 백단향, 조미료를 받았다. 남인도로 가장 비싼 수입품은 아라비아 말 운송이었는데, 이 무역은 아랍인과 지역 브라만 상인들이 독점했다. 13세기 여행자 마르코 폴로는 기후, 토양, 초원의 조건이 다르기 때문에 인도에서 말의 사육은 결코 성공하지 못했다고 기록했다.

## 종교

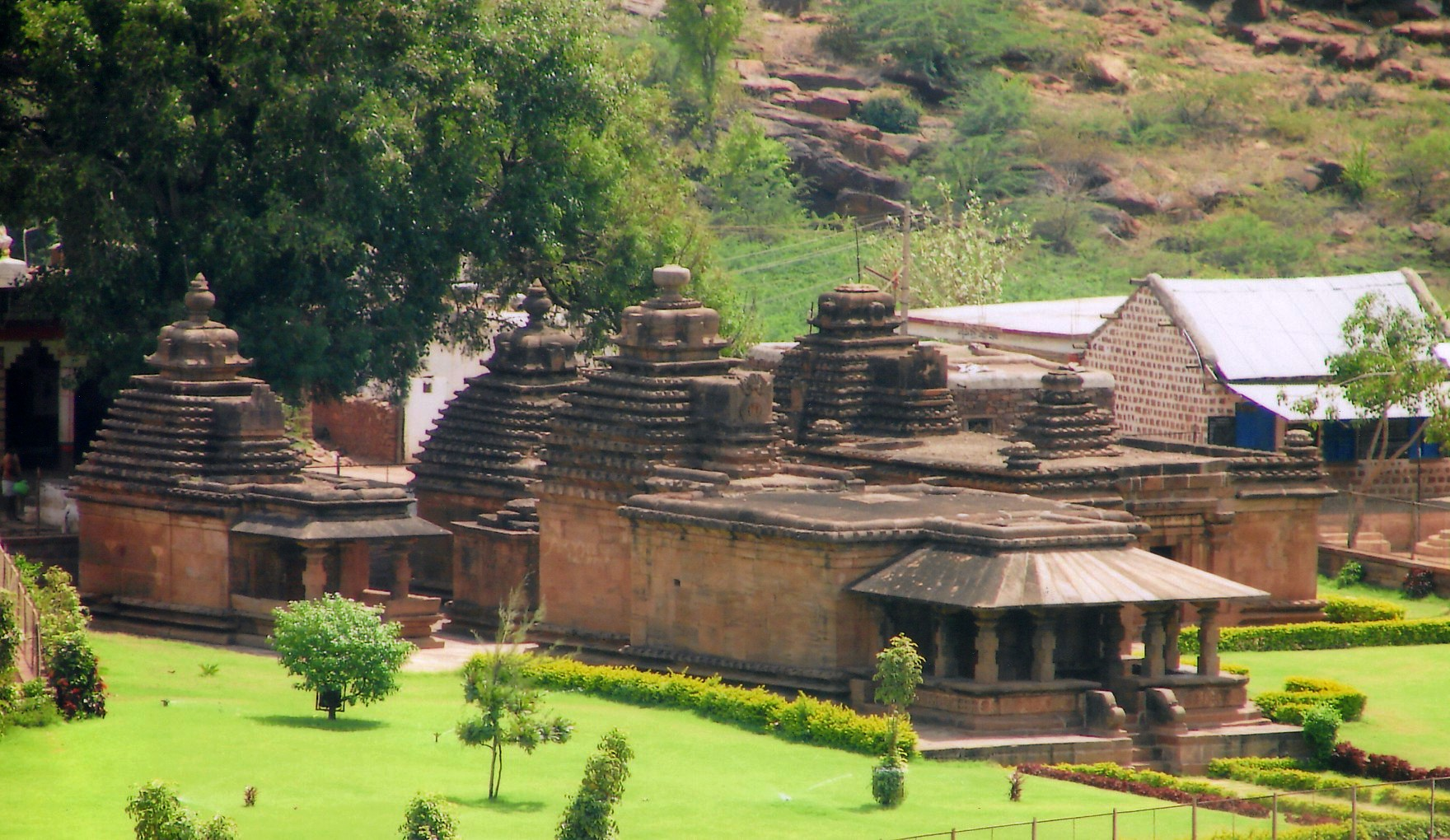
카르나타카주 바갈코트구의 바다미에 있는 말리카르주나 사원군.

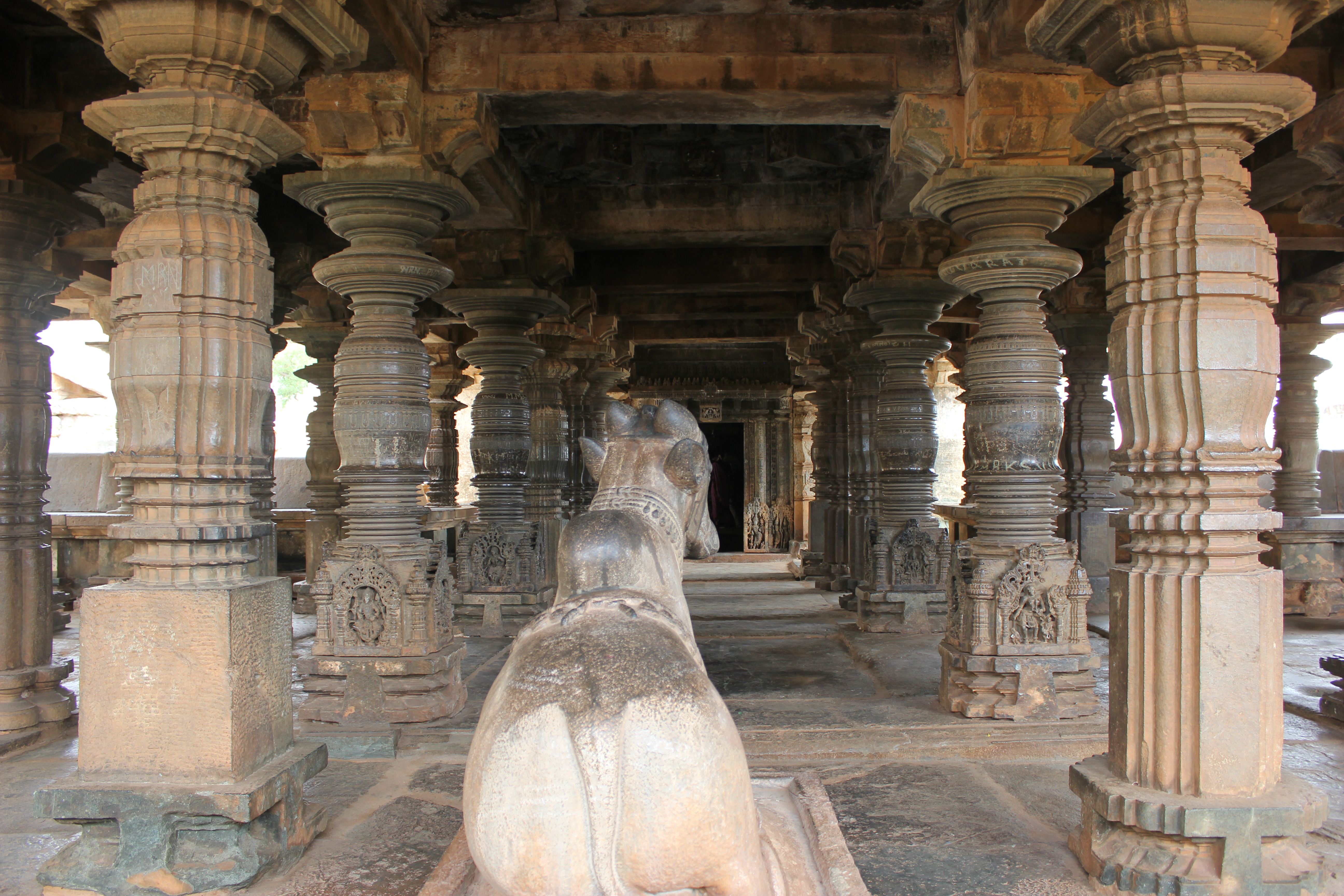
다바나게레구 바갈리의 칼레슈바라 사원(987 CE)에 있는 화려한 "만타파"

10세기 라슈트라쿠타 제국이 서찰루키아에게 몰락한 것은 강가바디의 촐라 왕조가 서강가 왕조를 패배시킨 것과 동시에 자이나교에 큰 타격을 입혔다. 찰루키아 지역의 비라시바파와 호이살라 지역의 비슈누파 힌두교의 성장은 자이나교에 대한 일반적인 관심 감소와 맞물렸지만, 후계 왕국들은 종교적으로 관용적인 태도를 이어갔다. 호이살라 지역에 있는 두 곳의 자이나교 예배 장소인 슈라바나벨라골라와 캄바다할리는 계속해서 후원을 받았다. 남인도에서 불교의 쇠퇴는 8세기 아디 샹카라의 아바이타 철학의 확산과 함께 시작되었다. 서찰루키아 통치 기간 동안 남아 있던 유일한 불교 예배 장소는 담발과 발리가비뿐이었다. 당시의 문헌과 비문에는 종교적 갈등에 대한 언급이 없어 종교적 전환이 순조로웠다는 것을 알 수 있다.
비라시바 신앙의 기원은 논쟁의 여지가 있지만, 12세기 바사반나와의 연관을 통해 이 운동이 성장했다. 바사반나와 다른 비라시바파 성자들은 카스트 제도 없는 신앙을 전파했다. 바사바나는 바차나(Vachanas, 일종의 시)에서 간결한 칸나다어로 대중에게 호소하며 "일은 예배다"(카야카베 카일라사)라는 시를 썼다. 링가야트(시바의 보편적 상징인 링가 숭배자)로도 알려진 비라시바교도들은 의식에 대한 믿음과 환생 이론 등 사회의 많은 기존 규범에 의문을 제기하고 과부의 재혼과 미혼 고령 여성의 결혼을 지지했다. 이로 인해 여성에게 더 많은 사회적 자유가 주어졌지만 여성은 사제직으로 인정받지 못했다. 스리랑감의 비슈누파 수도원의 수장인 라마누자차리야는 호이살라 지역으로 가서 신행의 길(박티 마가)을 설파했다. 그는 나중에 아디 샹카라의 아바이타 철학에 대한 비평인 바다라야나 브라흐마수트라에 대한 주석인 스리바샤야를 저술했다. 라마누자차르야가 멜코테에 머무는 동안 호이살라 왕 비슈누바르다나는 비슈누파로 개종했고, 그의 후계자들도 이 신앙을 따르게 되었다.
이러한 종교적 발전이 남인도의 문화, 문학, 건축에 미친 영향은 지대했다. 이 철학자들의 가르침을 바탕으로 한 형이상학과 시의 중요한 작품들이 다음 세기에 걸쳐 쓰여졌다. 아카 마하데비, 알라마 프라부, 그리고 첸나 바사바, 프라부데바, 싯다라마, 콘다굴리 케시라자를 포함한 바사반나의 추종자들은 시바신을 찬양하며 바차나라고 불리는 수백 편의 시를 썼다. 호이살라 궁정에서 존경 받는 학자들인 하리하라와 라그하반카는 비라시바교도였다. 이 전통은 싱기라, 말라나리아, 락카나단데사와 같은 유명한 학자들과 비라시바파 문학의 다작 작가들로 비자야나가라 제국까지 이어졌다. 비자야나가라 제국의 살루바, 툴루바, 아라비두 왕조는 비슈누파였고, 오늘날 비자야나가라의 비트탈라푸라 지역에는 라마누자차리야를 형상화한 비슈나바 사원이 존재한다. 이어지는 마이소르 왕국의 학자들은 라마누자차리야의 가르침을 뒷받침하는 비슈누파 작품들을 썼다. 비슈누바르다나 왕은 자이나교에서 비슈누파 힌두교로 개종한 후 많은 사원들을 지었다.

## 언어

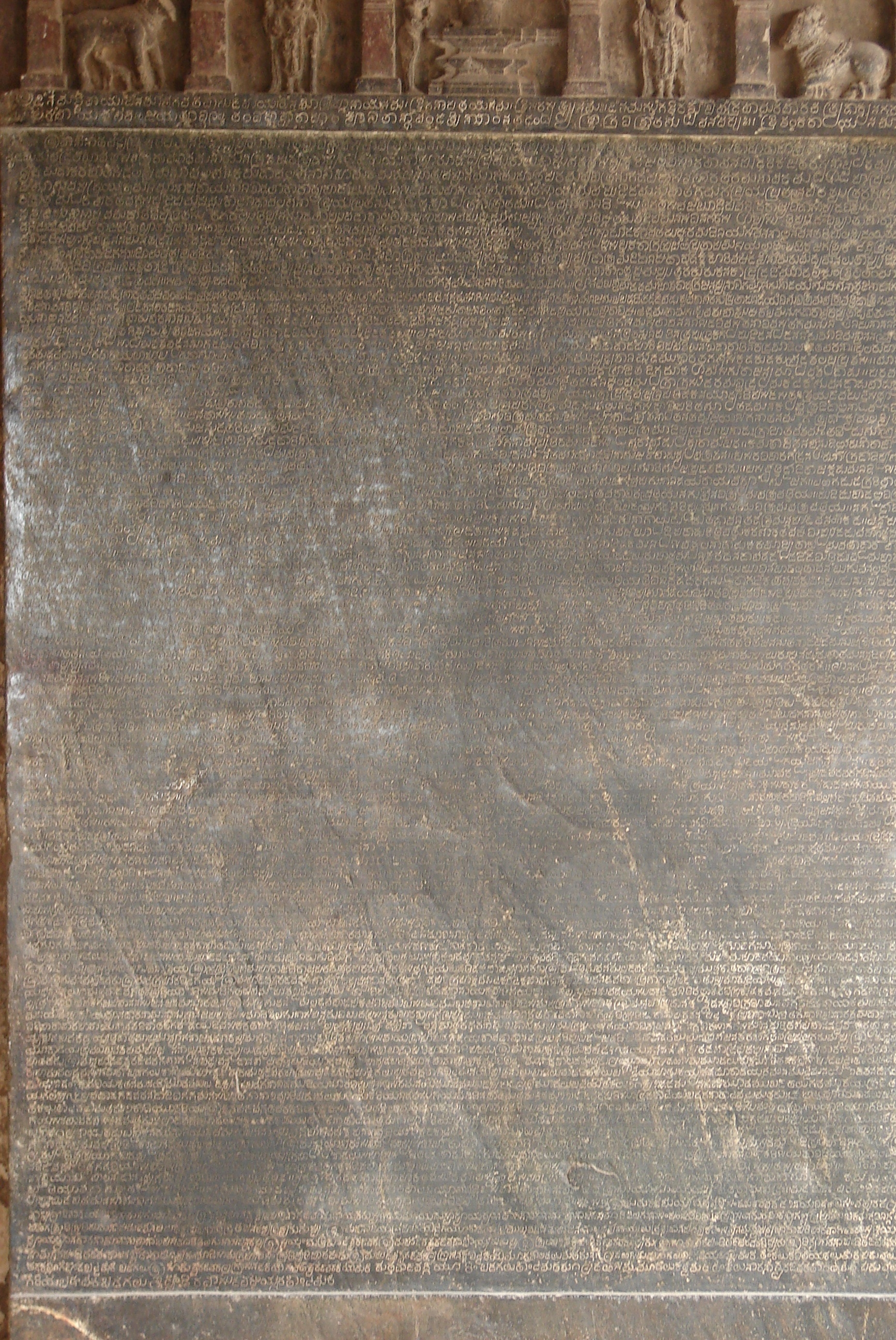
카르나타카주 이타기의 마하데바 사원에서 서기 1112년에 세워진 비크라마디야 6세 왕에게 전해지는 고대 칸나다어 명문

현지 언어 칸나다어는 주로 서찰루키아 비문에서 사용되었다. 일부 역사가들은 비문의 90%가 칸나다어로 되어 있고 나머지는 산스크리트어로 되어 있다고 주장한다. 칸나다어로 된 비문은 12세기 이전의 다른 어떤 왕보다 비크라마디티아 6세가 남긴 것이 많으며, 인도 고고학 조사국의 역사가들이 이 중 많은 비문을 해독하고 번역했다. 비문은 일반적으로 비(실라샤사나) 또는 동판(타마라샤사나)에 새겨져 있었다. 이 시기에는 칸나다어가 문학과 시의 언어로서 성장했는데, 그 원동력은 신과의 친밀감을 바차나라는 단순한 가사의 형태로 표현한 비라시바파들의 경건한 운동에서 비롯된 것이었다. 행정적 차원에서는 토지 교부금과 관련된 위치와 권리를 기록하는 데 이 지역 언어가 사용되었다. 이중 언어 비문이 작성되었을 때 제목, 계보, 왕의 기원 신화 및 축복을 나타내는 섹션은 일반적으로 산스크리트어로 작성되었다. 칸나다어는 토지, 경계, 지방 당국의 참여, 수증자의 권리와 의무, 세금과 부담금, 증인 등 수여 조건에 대한 정보를 기재하는 데 사용되었다. 이를 통해 지역 주민들이 모호함 없이 내용을 명확하게 이해할 수 있었다.
비문 외에도, 밤샤발리스라고 불리는 연대기들은 왕조들의 역사적인 세부사항들을 제공하기 위해 쓰여졌다. 산스크리트어로 된 글에는시, 문법, 어휘집, 매뉴얼, 수사학, 오래된 작품에 대한 해설, 산문 소설 및 드라마가 포함되었다. 칸나다어에서는 세속적인 주제에 대한 글이 인기를 얻었다. 잘 알려진 작품으로는 나가바르마 1세가 쓴 찬돔부디와 카르나타카 카담바리라는 산문, 란나가 쓴 란나칸다라는 사전, 자가달라 소마나타의 카르나타카-칼야나카라카라는 의학 서적, 스리다라차리야가 쓴 초기 점성술 서적인 자타카틸라카, 찬드라라자가 쓴 에로틱한 책인 마다나카틸라카,, 차분다라야 2세가 쓴 로카파카라라고 불리는 백과사전 등이 있다.

## 문학

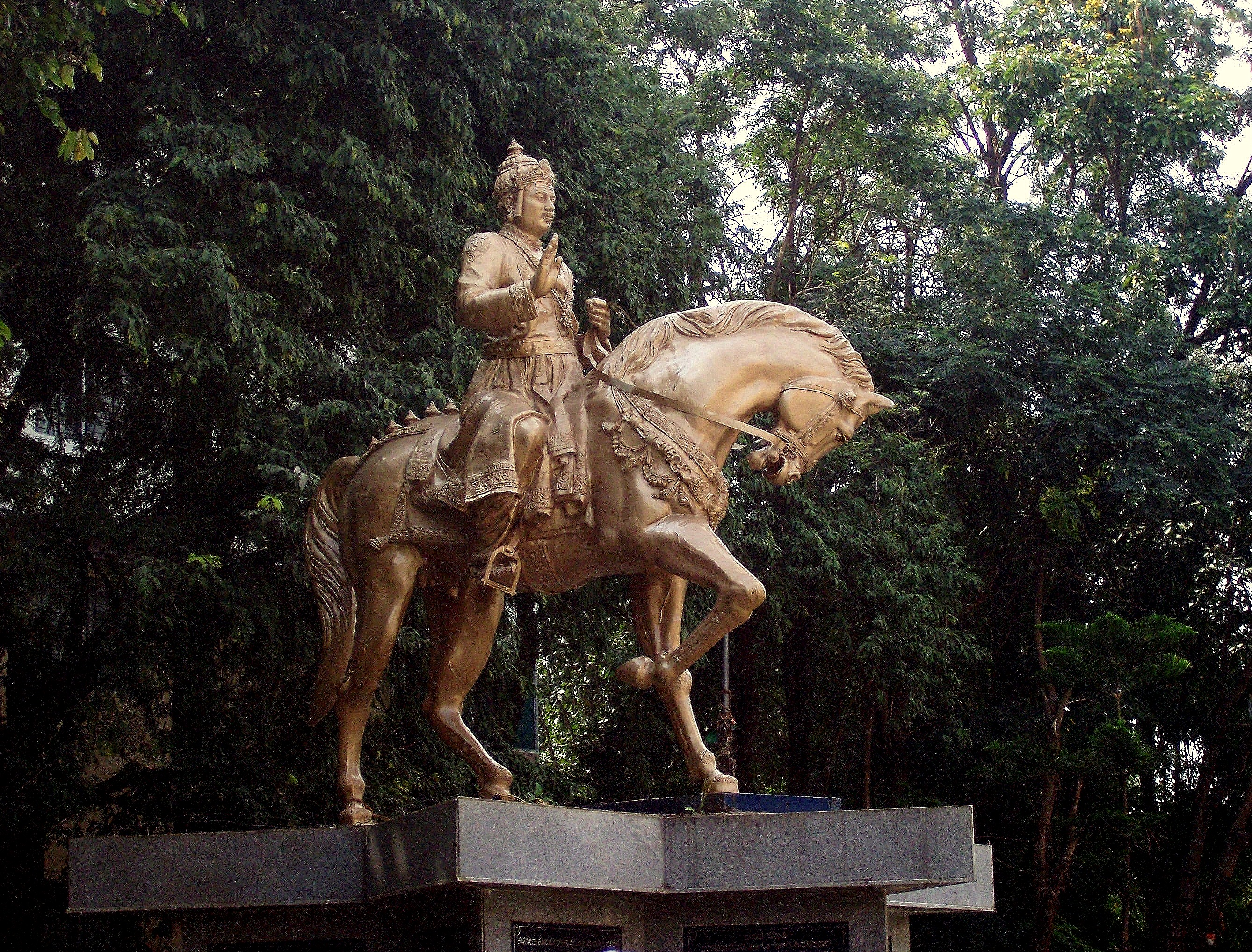
바사반나 동상

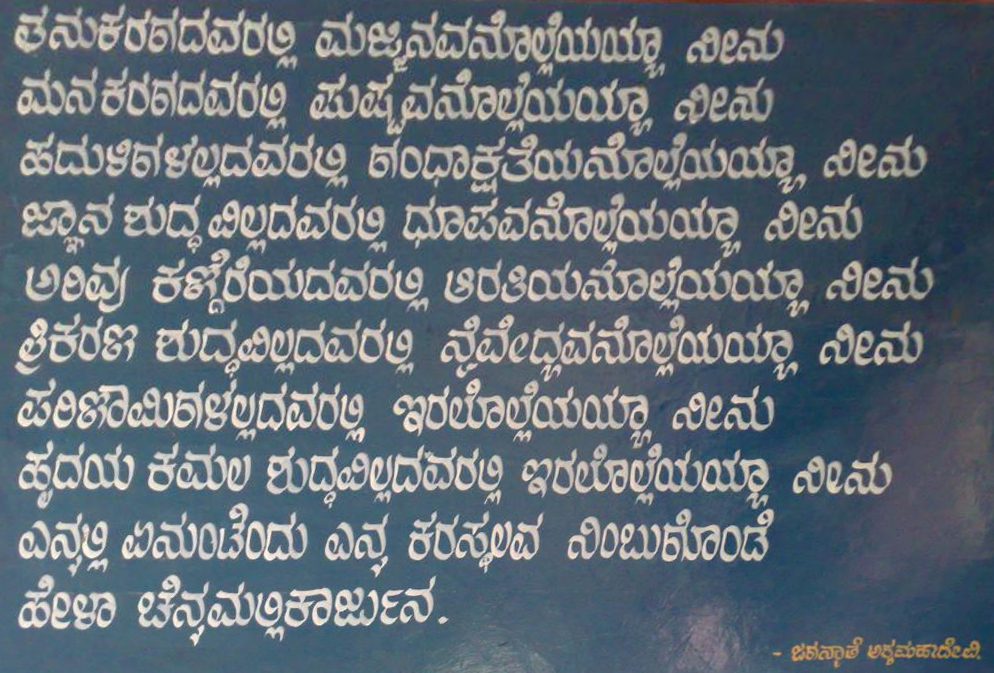
아카 마하데비가 칸나다어로 지은 "바차나 시문

서찰루키아 시대는 모국어인 칸나다어와 산스크리트어에서 문학 활동이 활발했던 시기이다. 칸나다 문학의 황금기에, 자이나교 학자들은 티르탕카라들의 일대기를 썼고 비라시바파 시인들은 바차나라는 시를 통해 신에 대한 친밀감을 표현했다. 30명의 여성 시인을 포함해 거의 300명에 가까운 동시대의 바차나카라(바차나 시인)가 기록되었다. 브라만 작가들의 초기 작품은 서사시, 라마야나, 마하바라타, 바가바타, 푸라나, 베다 등이었다. 세속 문학 분야에서는 로맨스, 연애시, 의학, 어휘, 수학, 점성술, 백과사전 등의 주제가 처음으로 쓰였다.
칸나다 학자들 사이에서 가장 주목할만한 것은 란나, 문법가 나가 바르마 2세, 대신 두르가심하 그리고 비라시바파 성자이자 사회 개혁가 바사 바나가 있으며, 그 중 타일라파 2세와 사티아슈라야 왕의 후원을 받은 란나는 "칸나다 문학의 3대 보석" 중 하나이다. 그는 타일라파 2세로부터 "시인의 황제"(카비 차크라바티)라는 칭호를 받았으며, 5개의 주요 작품을 남겼다. 이 중 982년에 참푸 양식으로 쓴 사하사비마 비자얌(또는 가다 유다)은 그의 후원자인 사티아스라야 왕에 대한 찬사로, 용맹과 업적 면에서 비마와 비교하며 쿠루크셰트라 전쟁 18일째에 있었던 비마와 두료다나의 곤봉 결투를 서술한 작품이다. 그는 993년에 자이나교의 제2대 티르탕카라 아지타나타의 생애를 묘사한 아지타 푸라나를 썼다.
나가바르마 2세, 자가데카말라 2세 왕의 시인 수상자(카타카차르야)는 다양한 주제로 칸나다 문학에 공헌했다. 시, 운율, 문법, 어휘 분야에서 그의 작품은 표준 권위자이며 칸나다어 연구에 있어 그 중요성을 잘 인정받고 있다. 시학의 카비야발로카나, 문법에 관한 카르나타카-바샤부샤나, 어휘집 바스투코사(산스크리트어 단어에 대한 칸나다어 등가어 포함)는 그의 포괄적인 공헌 중 일부이다. 이 시기에는 의학에 관한 여러 작품이 제작되었다. 그중에서도 주목할 만한 것은 자갓달라 소마나타의 카르나타카 칼리아나 카라카이다.

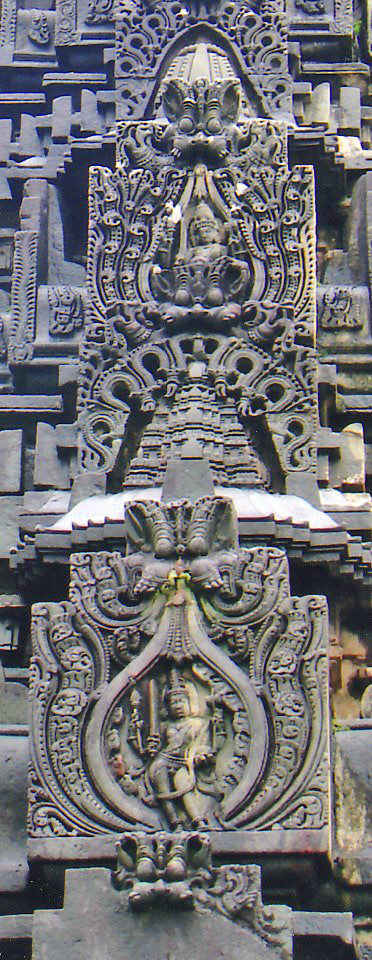
시모가구 발리가비에 있는 케다레슈바라 사원의 키르티무카

이 시기에는 바차나라고 불리는 칸나다어의 독특하고 고유한 형태의 시 문학이 발전했다. 신비주의자들이 신에 대한 헌신을 대중에게 어필할 수 있는 단순한 시로 표현한 시들이었다. 가장 잘 알려진 바차나 시인들로는 바사바나, 아카 마하데비, 알라마 프라부, 찬나바사바나, 싯다라마가 있다.
카슈미르 시인 빌하나가 산스크리트어로 지은 비크라마디티야 차리타라고 불리는 18개 칸토의 유명한 시(마하카비야)는 그의 수호왕 비크라마디티야 6세의 삶과 업적을 서사시적 스타일로 이야기한다. 이 작품은 비크라마디티야 6세가 그의 형인 소메슈바라 2세를 타도한 후 찰루키아 왕좌에 오르는 에피소드를 묘사한다. 인도의 위대한 수학자 바스카라 2세(1114년생)는 이 시기 동안 활동하며 싯단타 시로마니라는 저서를 남겼다.
소메슈바라 3세(1129)가 지은 마나솔라사 또는 아빌라시타르타 친타마니는 사회의 모든 부문을 대상으로 한 산스크리트어 작품으로, 의학, 마법, 수의학, 보석과 진주의 가치 평가, 요새화, 회화, 음악, 게임, 오락 등 다양한 주제를 다룬 초기 산스크리트어 백과사전의 한 예시이다. 이 책에서 다루는 주제에 특별한 중요도를 부여하지는 않지만, 당시 해당 주제에 대한 지식의 수준을 이해하는 데 중요한 이정표 역할을 한다. 또한 소메슈바라 3세는 유명한 아버지 비크라마디티야 6세의 전기인 비크라만-카브유다야를 저술했다. 이 문헌은 카르나타카의 지리와 사람들에 대한 그래픽 설명도 포함하는 역사적인 산문 내러티브이다.
산스크리트 학자 비즈나네슈와라는 비크라마디티야 6세의 법정에서 미탁샤라를 저술하여 법률 문헌 분야에서 유명해졌다. 이 분야에서 가장 인정받는 작품인 미탁샤라는 초기 저작을 바탕으로 한 법학 논문(야즈나발키야에 대한 해설)으로 현대 인도 대부분 지역에서 수용되었으며, 나중에 영국인 콜브룩이 상속 관련 부분을 영어로 번역하여 영국령 인도 법원 시스템에서 통용되었다. 음악 및 악기와 관련된 당시의 중요한 문학 작품으로는 상기타 추다마니, 상기타 사마야사라, 상기타 라트나카라가 있다.

## 건축

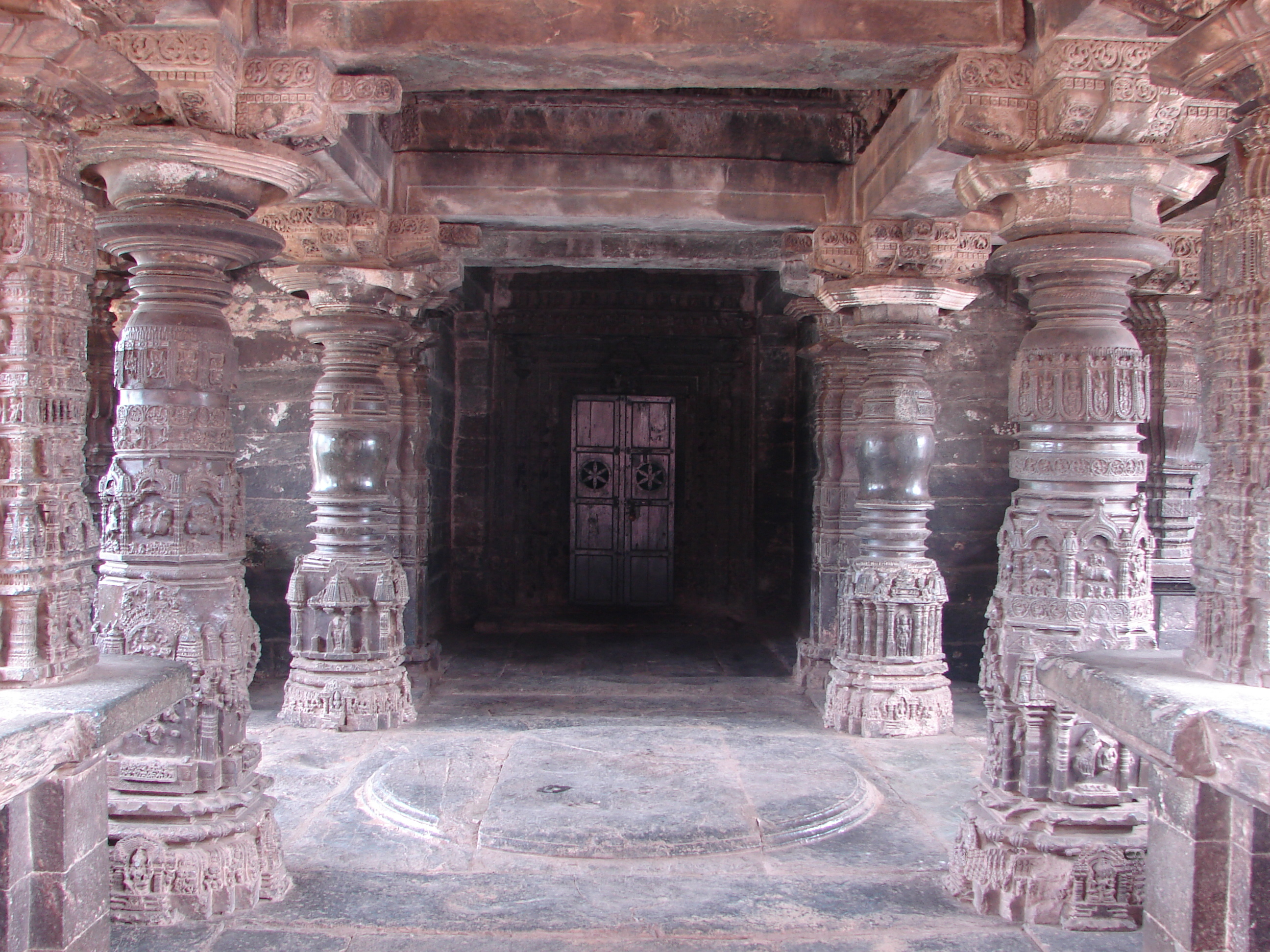
카르나타카주에 있는 사라스와티 사원의 화려한 기둥들

서찰루키아 시대는 데칸 건축의 발전에 있어서 중요한 시기였다. 이 시기 동안 설계된 건축물은 8세기의 바다미 찰루키아 건축물과 13세기에 대중화된 호이살라 건축물 사이의 개념적인 연결고리 역할을 했다. 서찰루키아의 예술은 때때로 그들이 오늘날 카르나타카주 가다그구의 퉁가바드라강-크리슈나강 도압 지역에 지은 화려한 사원들의 수를 따서 "가다그 양식"이라고 불린다. 이 왕조의 사원 건설 활동은 12세기에 성숙기에 이르렀고, 그 중 절반 이상이 오늘날 카르나타카주 중부에 지어진 100개 이상의 사원들로 절정에 달했다. 사원들을 제외하고, 그 왕조의 건축물은 의식 목욕 장소로 사용되었던 화려한 계단식 우물(푸슈카르니)로 잘 알려져 있으며, 그 중 일부는 락쿤디에 잘 보존되어 있다. 이 계단식 우물 설계는 나중에 호이살라와 비자야나가라 제국에 의해 수 세기 동안 통합되었다.

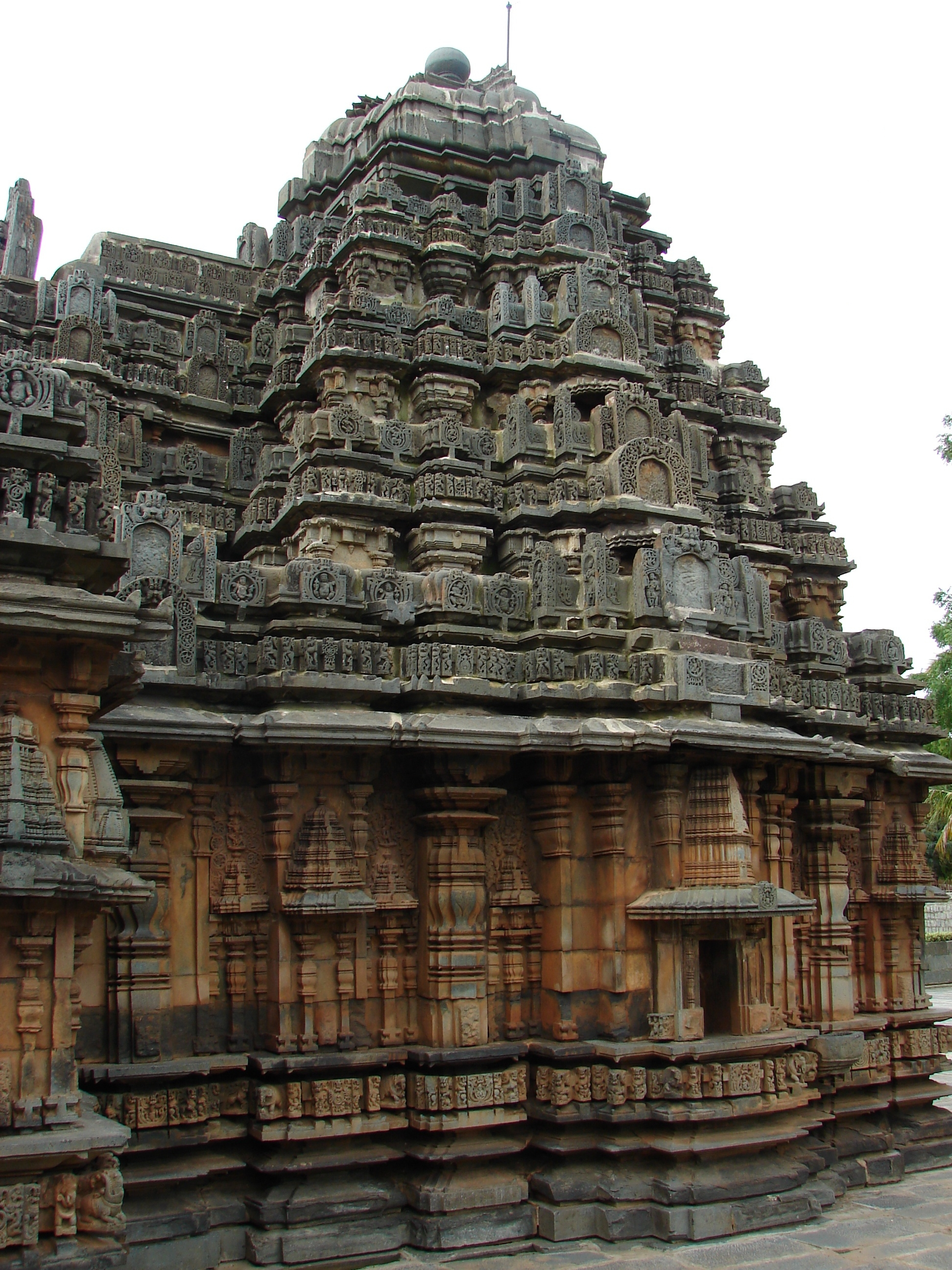
카르나타카주의 싯데스바라 사원에 있는 전형적인 서찰루키아 양식의 드라비다 비마나

라쿤디(가다그구)의 카시비스베바라 사원, 담발(가다그구)의 도다 바사파 사원, 쿠루바티(벨라리구)의 말리카르주나 사원, 바갈리(다방게르구)의 칼레스바라 사원, 하베리(하베리구)의 싯데스바라 사원, 안니게리(다와드구)의 암르테스바라 사원, 이타기(코팔구)의 마하데바 사원, 쿠바투르의 카이타바라 사원, 발리가비의 케다레쉬바라 사원은 서찰루키아 건축가들에 의해 만들어진 가장 훌륭한 예시들이다. 잘 집행된 조각들이 있는 12세기의 마하데바 사원은 장식적인 디테일의 절묘한 예시이다. 벽, 기둥, 탑에 있는 복잡하고 정교하게 만들어진 조각들은 찰루키아의 맛과 문화에 대한 많은 부분을 말해준다. 사원 외부의 한 비문은 그것을 "사원들의 황제" (데발라야 차크라바르티)라고 부르고 그것이 비크라마디티야 6세의 군대의 지휘관인 마하데바에 의해 지어졌다는 것을 연관시킨다. 발리가비의 케다레스와라 사원(1060)은 과도기적인 찰루키아-호이살라 건축 양식의 한 예이다. 서찰루키아는 사원 건설 활동의 초기 단계 동안, 바다미와 아이홀레에 사원들을 지었는데, 예를 들어 말리카르주나 사원, 옐람마 사원, 부탄타 사원 그룹이 그 예이다.
사원들의 비마나(신사 위의 탑)는 초기 찰루키아의 평원한 계단식 양식과 호이살라의 장식적인 마무리 사이의 세부적인 절충안이다. 서찰루키아 건축가들의 공은 선반으로 돌린 (조정된) 기둥들의 발전과 후대의 호이살라 사원들에서 매우 인기 있는 성어인 비누석(염소성 편석)을 기본적인 건물과 조각 재료로 사용한 것이다. 그들은 그들의 조각들에 장식용 키르티무카(귀면와)의 사용을 대중화했다. 호이살라 왕국의 유명한 건축가들은 발리가비와 같은 장소의 원주민들인 찰루키아 건축가들을 포함했다. 예술적인 벽 장식과 일반적인 조각적인 성어는 드라비다 건축이었다. 이 양식은 때때로 인도 건축에서 주목할 만한 전통들 중 하나인 카르나타 드라비다라고 불린다.

## 같이 보기
- 찰루키아
- 동찰루키아

## 참고 문헌
- Chopra, P.N.; Ravindran, T.K.; Subrahmanian, N (2003) [2003]. 《History of South India (Ancient, Medieval and Modern) Part 1》. New Delhi: Chand Publications. ISBN 81-219-0153-7.
- Cousens, Henry (1996) [1926]. 《The Chalukyan Architecture of Kanarese Districts》. New Delhi: Archaeological Survey of India. OCLC 37526233.
- Davison-Jenkins, Dominic J. (2001). 〈Hydraulic works〉.   John M. Fritz; George Michell. 《New Light on Hampi : Recent Research at Vijayanagara》. Mumbai: MARG. ISBN 81-85026-53-X.
- Foekema, Gerard (1996). 《A Complete Guide To Hoysala Temples》. New Delhi: Abhinav. ISBN 81-7017-345-0.
- Hardy, Adam (1995) [1995]. 《Indian Temple Architecture: Form and Transformation-The Karnata Dravida Tradition 7th to 13th Centuries》. Abhinav Publications. ISBN 81-7017-312-4.
- Houben, Jan E.M. (1996) [1996]. 《Ideology and Status of Sanskrit: Contributions to the History of the Sanskrit language》. Brill. ISBN 90-04-10613-8.
- Kamath, Suryanath U. (2001) [1980]. 《A concise history of Karnataka : from pre-historic times to the present》. Bangalore: Jupiter books. LCCN 80905179. OCLC 7796041.
- Mack, Alexandra (2001). 〈The temple district of Vitthalapura〉.   John M. Fritz; George Michell. 《New Light on Hampi : Recent Research at Vijayanagara》. Mumbai: MARG. ISBN 81-85026-53-X.
- Moraes, George M. (1990) [1931]. 《The Kadamba Kula, A History of Ancient and Medieval Karnataka》. New Delhi, Madras: Asian Educational Services. ISBN 81-206-0595-0.
- Narasimhacharya, R (1988) [1988]. 《History of Kannada Literature》. New Delhi: Penguin Books. ISBN 81-206-0303-6.
- Pollock, Sheldon (2006) [2006]. 《The Language of the Gods in the World of Men: Sanskrit, Culture, and Power in Premodern India》. Berkeley: University of California Press. ISBN 0-520-24500-8.
- Puranik, Siddya (1992). 〈Vachana literature (Kannada)〉.   Mohal Lal. 《Encyclopaedia of Indian Literature: sasay to zorgot》. New Delhi: Sahitya Akademi. ISBN 81-260-1221-8.
- Rice, E.P. (1982) [1921]. 《Kannada Literature》. New Delhi: Asian Educational Services. ISBN 81-206-0063-0.
- Sastri, Nilakanta K.A. (2002) [1955]. 《A history of South India from prehistoric times to the fall of Vijayanagar》. New Delhi: Indian Branch, Oxford University Press. ISBN 0-19-560686-8.
- Sen, Sailendra Nath (1999) [1999]. 《Ancient Indian History and Civilization》. New Age Publishers. ISBN 81-224-1198-3.
- Thapar, Romila (2003) [2003]. 《The Penguin History of Early India》. New Delhi: Penguin Books. ISBN 0-14-302989-4.
- Kamiya, Takeyo. “Architecture of Indian subcontinent”. 《Indian Architecture》. Gerard da Cunha. 2015년 4월 2일에 원본 문서에서 보존된 문서. 2006년 12월 31일에 확인함.
- Kamat, Jyotsna. “The Chalukyas of Kalyani”. 《Dynasties of Deccan》. Kamat's Potpourri. 2006년 12월 31일에 확인함.
- “Indian Inscriptions, Vol 9,11,15,17,18,20”. 《Archaeological Survey of India》. What Is India Publishers (P) Ltd. 2006년 11월 10일에 확인함.
- Githa U.B. “Balligavi - An important seat of learning”. 《History of Indian Art》. Chitralakshana.com 2002. 2006년 10월 6일에 원본 문서에서 보존된 문서. 2006년 12월 31일에 확인함.
- Gunther, Michael D. “Index IV, Late Chalukya”. 《Monuments of India》. 2006년 11월 10일에 확인함.
- Kannikeswaran, K. “Kalyani Chalukyan temples”. 《TempleNet》. 2006년 11월 10일에 확인함.
- Prabhu, Govindaraya S. “Alupa Dynasty-catalogue”. 《Prabhu's web page on Indian Coins》. 2006년 8월 15일에 원본 문서에서 보존된 문서. 2006년 11월 10일에 확인함.
- Prabhu, Govindaraya S. “Chalukya Dynasty-catalogue”. 《Prabhu's web page on Indian Coins》. 2006년 11월 10일에 확인함.
- Rao, Kishan. “Emperor among Temples crying for attention”. 《Southern States - Karnataka》. The Hindu. 28 November 2007에 원본 문서에서 보존된 문서. 10 November 2006에 확인함.